# Maria Rosaria Capobianchi
Maria Rosaria Capobianchi (Procida, 30 luglio 1953) è una biologa italiana nota per aver isolato nel 2020 il coronavirus SARS-CoV-2, responsabile della pandemia di COVID-19.

## Biografia
Laureata in scienze biologiche nel 1976 presso l'Università degli Studi di Napoli Federico II, ha conseguito nel 1988 la specializzazione in microbiologia presso l'Università "La Sapienza" di Roma dove ha svolto la sua attività di ricercatrice e di docente fino al 1999 presso l'Istituto di virologia, per poi dirigere fino al 2021 l'Unità Operativa Complessa Laboratorio di Virologia, presso l'Istituto Nazionale per le Malattie Infettive “L. Spallanzani” (INMI)
Attualmente insegna Biologia Molecolare presso la Saint Camillus International University of Health Sciences a Roma

## Attività di ricerca
La sua ricerca si è concentrata sul meccanismo di produzione ed azione dell'interferone, i virus emergenti, le infezioni virali persistenti, la patogenesi dell'infezione da HIV e l'allestimento e standardizzazione di tecniche diagnostiche.
Ha fatto parte del centro collaboratore OMS "Cura, diagnosi, risposta e formazione nelle malattie altamente infettive", istituito presso l'INMI nel 2009, e di numerose reti internazionali sulla risposta alle epidemie determinate da agenti infettivi emergenti. Collabora con l'OMS, il Ministero della Salute e il Centro europeo per la prevenzione e il controllo delle malattie nel campo della risposta alle infezioni emergenti determinate da eventi naturali o da rilascio deliberato. È inoltre consulente del Centro Nazionale Trapianti per le infezioni virali nei trapianti.
A febbraio 2020 il suo gruppo di ricerca ha isolato il SARS-CoV-2, insieme a Francesca Colavita e Concetta Castilletti. La sequenza parziale del virus, denominato 2019-nCoV/Italy-INMI1, è stata depositata nel database GenBank.
Maria Rosaria Capobianchi, l'infermiera Claudia Alivernini e l'operatore socio-sanitario Omar Altobelli, alle ore 7:20 del 27 dicembre 2020, sono stati i primi in Italia a ricevere il vaccino anti Covid-19 nell'ambito del Vax Day.
Ha pubblicato 579 articoli scientifici ed è tra i Top Italian Scientist.